# العلاقات الأوكرانية اللاوسية
العلاقات الأوكرانية اللاوسية هي العلاقات الثنائية التي تجمع بين أوكرانيا ولاوس.

## مقارنة بين البلدين
هذه مقارنة عامة ومرجعية للدولتين:
| وجه المقارنة                                              | أوكرانيا                                   | لاوس        |
| --------------------------------------------------------- | ------------------------------------------ | ----------- |
| المساحة (كم2)                                             | 603.63 ألف                                 | 236.80 ألف  |
| عدد السكان (نسمة)                                         | 45.55 مليون                                | 6.86 مليون  |
| الكثافة السكانية (ن./كم²)                                 | 75.46                                      | 28.97       |
| العاصمة                                                   | كييف                                       | فيينتيان    |
| اللغة الرسمية                                             | اللغة الأوكرانية                           | اللغة اللاو |
| العملة                                                    | هريفنا أوكرانية، كاربوفانيتس، روبل سوفييتي | كيب لاوي    |
| الناتج المحلي الإجمالي (بليون دولار)                      | 112.15 مليار                               | 16.85 مليار |
| الناتج المحلي الإجمالي (تعادل القوة الشرائية) بليون دولار | 352.98 مليار                               | 38.71 مليار |
| الناتج المحلي الإجمالي الاسمي للفرد دولار أمريكي          | 2.11 ألف                                   | 1.82 ألف    |
| الناتج المحلي الإجمالي للفرد دولار أمريكي                 | 8.66 ألف                                   |             |
| مؤشر التنمية البشرية                                      | 0.747                                      | 0.575       |
| رمز المكالمات الدولي                                      | +380                                       | +856        |
| رمز الإنترنت                                              | .ua، .укр ‏                                 | .la         |
| المنطقة الزمنية                                           | ت ع م+02:00، ت ع م+03:00، توقيت شرق أوروبا | ت ع م+07:00 |

## منظمات دولية مشتركة
يشترك البلدان في عضوية مجموعة من المنظمات الدولية، منها:
| علم المنظمة | اسم المنظمة                        | تاريخ انضمام أوكرانيا | تاريخ انضمام لاوس |
| ----------- | ---------------------------------- | --------------------- | ----------------- |
|             | مؤسسة التنمية الدولية              | 27 مايو 2004          | 28 أكتوبر 1963    |
|             | يونسكو                             | 12 مايو 1954          | 9 يوليو 1951      |
|             | وكالة ضمان الاستثمار متعدد الأطراف | 19 يوليو 1994         | 5 أبريل 2000      |
|             | الأمم المتحدة                      | 24 أكتوبر 1945        | 14 ديسمبر 1955    |
|             | البنك الدولي للإنشاء والتعمير      | 3 سبتمبر 1992         | 5 يوليو 1961      |
|             | منظمة حظر الأسلحة الكيميائية       | ?                     | ?                 |
|             | مؤسسة التمويل الدولية              | 18 أكتوبر 1993        | 29 يناير 1992     |
|             | منظمة الشرطة الجنائية الدولية      | ?                     | ?                 |

## وصلات خارجية
- موقع وزارة الخارجية الأوكرانية
- موقع وزارة الخارجية اللاوسية